# Jalachhayam
Jalachhayam es una película experimental en malabar de la India de 2010, producida y dirigida por Sathish Kalathil bajo la productora The People's Films. La historia fue escrita por Sujith Aalungal y describe la cálida relación entre un hombre del pueblo y un artista (pintor) de la ciudad. La película se filmó en su totalidad con la cámara de un teléfono móvil, Nokia N95 Music edition (memoria interna de 8 gb con resolución de 5 megapíxeles) se usó en su totalidad sin la ayuda de lentes de cámara tradicionales o externos para filmar.

## Sinopsis
Mohan, profesor de arte en una universidad de la ciudad, descubre el talento artístico de Sadanandan, un aldeano común. Mohan lo instruye en varios métodos modernos de pintura y compra las pinturas producidas por Sadanandan, que, aunque son más competentes que las de la mayoría de los aficionados, superan las expectativas de Mohan. Sadanandan ignora por completo que Mohan está haciendo uso de su talento sin escrúpulos para su propio beneficio. Jalachhayam describe cómo Sadanandan sobrevive al momento en que se da cuenta de que Mohan, una figura reverenciada por Sadanandan, lo está explotando.

## Reparto
- Baburaj Puthoor como Sadanandan
- Dr. B. Jayakrishnan como Mohan
- Prasanna Balan como Geetha, esposa de Mohan
- Prof. K. B. Unnithan como Panicker
- Chitramohan como Tom[5]
- Baby Nimisha como Nimisha, hija de Mohan
- Bebé Lakshmi como Chinju, hija de Sadanandan
- Maestro Navin Krishna como Kannan, hijo de Sadanandan[6]

Y, la actriz de cine malabar-tamil Kripa, la letrista y poeta malabar Mullanezhi, la actriz de cine en serie malabar Remadevi aparecen como invitadas en la película. Otros artistas destacados son NPK Krishnan como Krishnan, Das Anjery como Dasan, Rukia Kechery como Kausalya, Saju Pulikkottil como Saju, Ajeesh M Vijayan como Ajeesh.

## Producción
El aclamado director de cine P. Ramdas (Director de Newspaper Boy) había encendido la película en la Escuela Namboodiri Vidyalayam, Thrissur el 22 de noviembre de 2008 y el rodaje se completó el 6 de diciembre de 2009 con la posproducción completada en 2010.
Jalachhayam, rodada íntegramente con un teléfono inteligente, tuvo su estreno en cines en Thrissur, Kerala, India, el 6 de junio de 2010 en el teatro Sree y la Sra. Sindhu Lohithadas, esposa del difunto director de cine malabar A. K. Lohithadas, inauguró y el Prof. R. Bindu, el honorable alcalde de Thrissur Municipal Corporation, presidió la ceremonia de revisión de Jalachhayam en el Hotel Elite International, Thrissur. K. P. Rajendran, el honorable Ministro de Hacienda de Kerala, T. K. Vasudevan, director de cine malabar, T. V. Chandramohan Ex-MLA, Prof. K. B. Unnithan , activista social, B. Asok Kumar, Asst. Ingeniero, All India Radio, Joy M. Mannur, presidente de Thrissur Press Club, V. R. Rajamohan jefe de la oficina de Madhyamam Daily, N. P. K. Krishnan, presidente de West Hills Travels y más de 500 amantes del cine asistieron.

## Banda sonora
La canción fue compuesta por Unnikumar, cantada por Baburaj Puthur y escrita por Sidharthan Puranattukara.
| N.º  | Título                                                                             | Duración |  |
| 1.   | «Agaathamam Aazhi Vithumbi» (cantada por Baburaj Puthur y uso del mayamalavagowla) | 5:35     |  |
| 5:35 |                                                                                    |          |  |